# 白喉宝石蜂鸟
白喉宝石蜂鸟（学名：Lampornis castaneoventris），是雨燕目蜂鸟科的一种鸟类。
白喉宝石蜂鸟体重约5.08克，翼长约61毫米，嘴峰长约23.6毫米，喙宽度约2.2毫米，喙厚度约2.4毫米，跗蹠长约5.9毫米，尾长约34.8毫米。白喉宝石蜂鸟在其分布区内为留鸟，其栖息在密集的高大树木组成的森林中，食性为草食性，主要食物来源是植物的花蜜。

## 亚种
- ：分布于巴拿马极西部的山地森林。
- ：分布于哥斯达黎加南部的塔拉曼卡山脉，有时也被视为单独的物种灰尾宝石蜂鸟。[4]